# Kultura Mochica

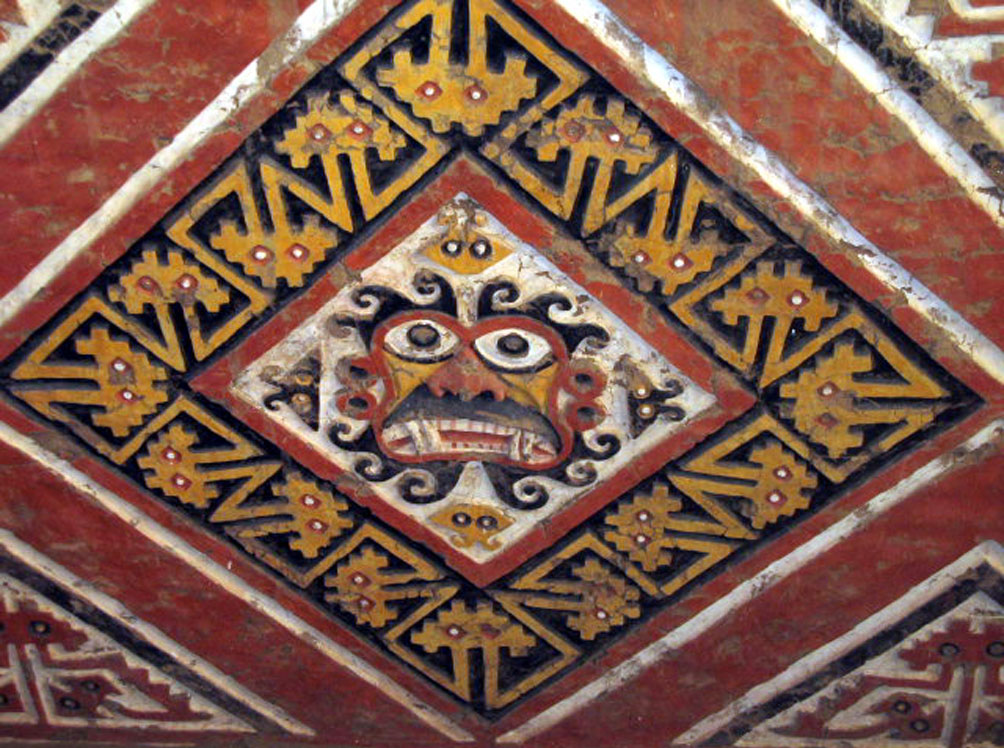
Piramida Księżyca - Fryz

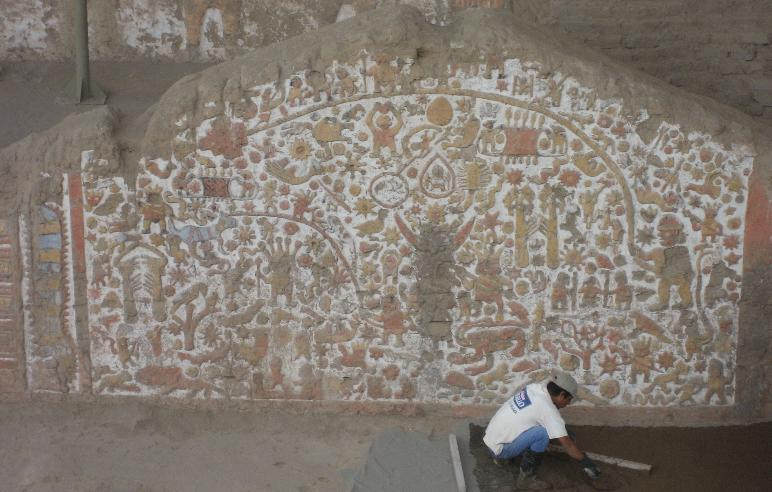
Piramida Księżyca - motywy mitologiczne

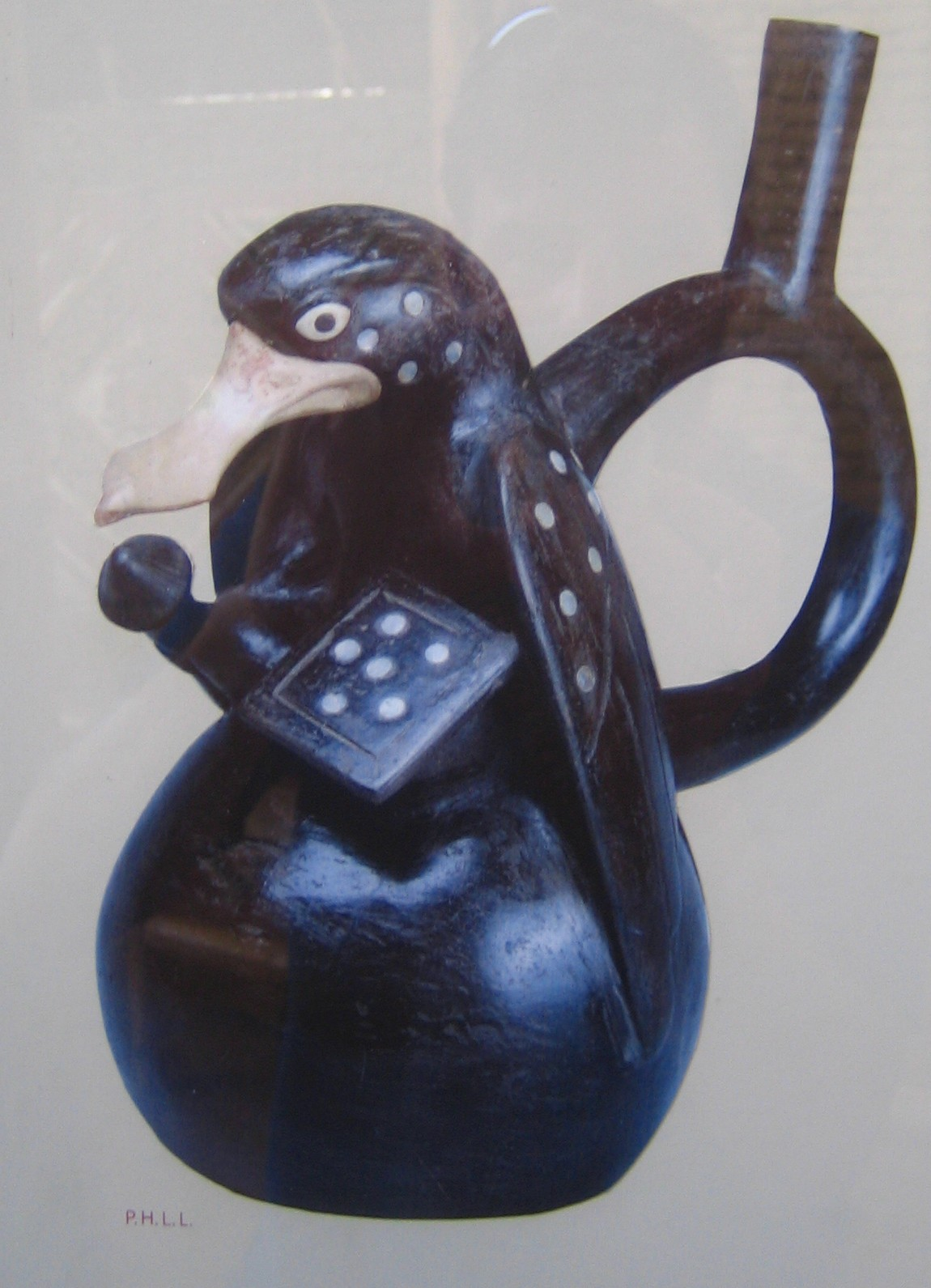
Ceramika związana z rytuałami pogrzebowymi. Postać kaczki wojownika z tarczą i maczugą. Naczynie inkrustowane krążkami z masy perłowej; dziób wykonano osobno i dolepiono

Odkrycie kultury Mochica (kultury Moche) zostało dokonane przez Maxa Uhle w 1899 r. w Peru, nad brzegami rzeki Moche i Chima, w okolicy miasta Trujillo. Odkrycia datowane są na okres I w. p.n.e. – VIII w. n.e.
Prowadzone wykopaliska odsłoniły dwie piramidy schodkowe postawione na platformach z suszonych cegieł adobe. Są to Sanktuarium Słońca i Sanktuarium Księżyca. Piramida Słońca postawiona została na platformie o wysokości 18,0 m i wymiarach podstawy 340,0 × 220,0 m. Wysokość samej piramidy wynosi 41,0 m. Na najwyższej platformie piramidy najprawdopodobniej stała drewniana świątynia. Piramida Księżyca jest mniejsza, jej wysokość wynosi 21,0 m, a podstawa ma rozmiary 80,0 × 60,0 m. W niej zachowały się fragmenty fryzu przedstawiające legendę o buncie przedmiotów. (Wątek zagłady człowieka z drewna, który zapomniał o stwórcy, znany jest w mitologii Majów i Inków. Jest to historia, w której przedmioty, takie jak: misy, garnki, żarna itp., podpuszczone przez bogów, powstają przeciwko człowiekowi. Wraz z tym buntem następują liczne trzęsienia ziemi, burze i powodzie. Stary świat ulega zagładzie, a z powstałego chaosu bogowie tworzą nowy świat z doskonalszym człowiekiem). W pobliżu piramid znaleziono miejsca zbiorowych i indywidualnych pochówków. Z kulturą Mochica związany jest też system kanałów nawadniających, akweduktów prowadzących wodę z rzek na tereny pustynne. Te przedsięwzięcia inżynieryjne dały podstawę do wysokiego rozwoju kultury i osiągnięcia dobrobytu materialnego. Świadczą o doskonałej organizacji opartej na podziale na klasy panujących kapłanów i rolników. 
Odnaleziona ceramika Mochica związana jest przede wszystkim z rytuałami pogrzebowymi. Przyjmuje się podział na trzy etapy jej rozwoju. W pierwszym okresie przeważają kuliste naczynia z wąskimi wlewami. Dekoracja reliefami występowała w górnej części dzbanów, części kuliste, dolne, pokryte były grafiką wykonaną na żółtym lub białym tle przy użyciu barwników brązowych lub czarnych. Motywem zdobniczym były sceny bitew, polowań, tkactwo albo motywy związane z mitologią. Sceny zaznaczano przy pomocy wyrazistych konturów. W drugim etapie rozwoju nie spotyka się motywów związanych z mitologią. Naczynia przyjmują rzeźbiarskie formy wyobrażające ludzkie głowy. Są to realistyczne przedstawienia twarzy z częstym uwypukleniem cech indywidualnych, starości lub kalectwa. Zanikają też malarskie motywy zdobnicze. Te specyficzne portrety były wykonywane w formach, ale do rzadkich przypadków należą powtórzenia. Głowy związane były z ceremoniałem pogrzebowym, jednak trudno jest orzec, czy portrety były wizerunkami zmarłych. Okres trzeci powiązany jest z X–XIV w. i istniejącym w tym czasie państwem Chimú. Naczynia są wyobrażeniami zwierząt, roślin i postaci ludzkich w przedstawieniach figuralnych, np. człowiek z lamą, dwie postacie na łódce, jaguar atakujący człowieka. Spotykane są też sceny erotyczne, budzące w początkach XX wieku kontrowersje przy przygotowywaniu ekspozycji. "Występują tam nagie ciała oddane w wielu pozach, z których część jest tak nieprzyzwoita, że powinny być wyłączone z publicznych pokazów" – zauważał Hiram Bingham (1911), pionier archeologii peruwiańskiej.
Ludność zamieszkująca związany z kulturą Mochica grzebała zmarłych najczęściej u podstaw piramid lub wzdłuż oceanu, w grobach wykładanych kamieniami lub cegłą adobe. Zwłoki układano w pozycji na wznak.
Budynki mieszkalne wykonywane były z drewna, dachy wykonywane były z plecionki z gałęzi. Stawiano je w pobliżu ośrodków ceremonialnych. Ludność znała obróbkę takich metali jak złoto, srebro, brąz. Nieliczne zachowane wyroby tkackie są zdobione motywami podobnymi do malowanych na naczyniach ceramicznych. Twórcy kultury Mochica są także budowniczymi systemu nawadniającego złożonego z szeregu kanałów i wodociągów. Jeden z najdłuższych kanałów to Acequia de la Cumbre o długości 113 km.